# Občianski demokrati Slovenska
Občianski demokrati Slovenska (zkratka ODS, česky Občanští demokraté Slovenska; do roku 2022 Trebišov nahlas) je slovenská mimoparlamentní politická strana. Zaměřuje se zejména na regionální politiku, v minulosti působila pouze ve městě Trebišov, kde v minulosti měla i křeslo primátora, kterým byl Marián Kolesár. Současným předsedou strany je od roku 2022 generál ve výslužbě Pavel Macko.

## Historie
V parlamentních volbách v roce 2023 členové strany kandidovali na kandidátkách strany Maďarské fórum, která získala 0,11 % hlasů.
V prezidentských volbách v roce 2024 strana podporovala diplomata a bývalého ministra zahraničních věcí Ivana Korčoka.